# ماركو فاسكونسيلوس
ماركو فاسكونسيلوس (بالبرتغالية: Marco Vasconcelos‏) (و. 1971  م) هو لاعب كرة الريشة برتغالي، ولد في فونشال، شارك في كرة الريشة في الألعاب الأولمبية الصيفية 2000 – رجال فردي ‏، وبطولة العالم لكرة الريشة 2003 – رجال فردي ‏، و2007 Fiji International Badminton Championships – men's singles ‏، و1995 Spanish International Badminton Championships – men's doubles ‏، وبطولة العالم لكرة الريشة 1999 – رجال زوجي ‏، وتنس الريشة في أولمبياد 2004 – رجال فردي ‏، وكرة الريشة في الألعاب الأولمبية الصيفية 2008 – رجال فردي ‏، و2000 Le Volant d'Or de Toulouse – men's singles ‏.

## روابط خارجية
- ماركو فاسكونسيلوس على موقع BWF.tournamentsoftware.com (الإنجليزية)
- ماركو فاسكونسيلوس على موقع BWFbadminton.com (الإنجليزية)
- ماركو فاسكونسيلوس على موقع اللجنة الأولمبية الدولية (الإنجليزية)
- ماركو فاسكونسيلوس على موقع أوليمبيديا (الإنجليزية)